# Skaptopara Cove
Die Skaptopara Cove (englisch; bulgarisch залив Скаптопара saliw Skaptopara) ist eine 1,8 km breite und 600 m lange Bucht an der Nordküste von Greenwich Island im Archipel der Südlichen Shetlandinseln. Sie liegt nordwestlich des Mount Plymouth und nordöstlich des Sevtopolis Peak.
Die bulgarische Kommission für Antarktische Geographische Namen benannte sie 2005 nach der thrakischen Stadt Skaptopara, Vorläufer der bulgarischen Stadt Blagoewgrad.